# Taking Care of Business (James Cotton Blues Band)
| Recensione | Giudizio |
| ---------- | -------- |
| AllMusic   | [ 1 ]    |

Taking Care of Business è un album discografico a nome James Cotton Band, pubblicato dalla casa discografica Capitol Records nel novembre del 1971.

## Tracce

### LP
Lato A
1. The Sky Is Falling – 3:57 (Danny Kortchmar)
2. Long Distance Operator – 5:20 (Bob Dylan)
3. I'm a Free Man – 2:34 (Mark Klingman)
4. Can't Live without Love – 4:24 (Rick Valente, Rick Vito)
5. Kiddy Boy – 4:03 (Todd Rundgren)

Lato B
1. She Moves Me – 4:25 (McKinley Morganfield)
2. Tonight I Wanna Love Me a Stranger – 3:08 (Todd Rundgren, Mark Klingman)
3. Nose Open – 4:02 (Matt Murphy)
4. Goodbye My Lady – 3:05 (Mark Klingman, Norman Don Smart II, Todd Rundgren)
5. Georgia Swing – 4:48 (Michael Bloomfield)

## Musicisti
The Sky Is Falling
- James Cotton - voce solista, armonica
- Matt Murphy - chitarra
- Todd Rundgren - chitarra slide
- Mark Klingman - organo, pianoforte
- Stu Woods - basso
- Ritchie Heyward - batteria
- Emily Cissy Houston, Deidre Tuck, Renelle Stafford, Vanevit Simms - accompagnamento vocale-cori

Long Distance Operator
- James Cotton - voce solista, armonica
- Michael Bloomfield - chitarra
- Todd Rundgren - chitarra
- Mark Klingman - pianoforte
- Stu Woods - basso
- Joel Bishop O'Brien - batteria

I'm a Free Man
- James Cotton - voce solista, armonica
- Matt Murphy - chitarra
- Todd Rundgren - chitarra
- Mark Klingman - pianoforte elettrico
- Stu Woods - basso
- Ritchie Heyward - batteria
- Emily Cissy Houston, Deidre Tuck, Renelle Stafford, Vanevit Simms - accompagnamento vocale-cori
- David Sanborn, Gene Dinwiddie, Steve Madaio, Trevor Lawrence - strumenti a fiato

Can't Live without Love
- James Cotton - voce solista, armonica
- Matt Murphy - chitarra
- Don Triano - chitarra
- Mark Klingman - pianoforte, organo
- Stu Woods - basso
- Todd Rundgren - batteria, accompagnamento vocale-coro
- Emily Cissy Houston, Deidre Tuck, Renelle Stafford, Vanevit Simms - accompagnamento vocale-cori
- David Sanborn, Gene Dinwiddie, Steve Madaio, Trevor Lawrence - strumenti a fiato

Kiddy Boy
- James Cotton - voce solista, armonica
- Matt Murphy - chitarra
- Todd Rundgren - chitarra
- Mark Klingman - pianoforte
- Stu Woods - basso
- Norman Don Smart II - batteria
- David Sanborn, Gene Dinwiddie, Steve Madaio, Trevor Lawrence - strumenti a fiato

She Moves Me
- James Cotton - voce solista, armonica
- Johnny Winter - chitarra acustica bottleneck
- Joel Bishop O'Brien - grancassa

Tonight I Wanna Love Me a Stranger
- James Cotton - voce solista, armonica
- Matt Murphy - chitarra
- Todd Rundgren - chitarra slide
- Mark Klingman - pianoforte
- Stu Woods - basso
- Ritchie Heyward - batteria

Nose Open
- James Cotton - voce solista, armonica
- Michael Bloomfield - chitarra
- Mark Klingman - organo
- Ralph Shuckett - pianoforte
- Joel Bishop O'Brien - batteria

Goodbye My Lady
- James Cotton - voce solista, armonica
- Matt Murphy - chitarra
- Don Triano - chitarra
- Mark Klingman - pianoforte
- Stu Woods - basso
- Norman Don Smart II - batteria
- Emily Cissy Houston, Deidre Tuck, Renelle Stafford, Vanevit Simms - accompagnamento vocale-cori
- David Sanborn, Gene Dinwiddie, Steve Madaio, Trevor Lawrence - strumenti a fiato

Georgia Swing
- James Cotton - voce solista, armonica
- Michael Bloomfield - chitarra
- Johnny Winter - chitarra
- Mark Klingman - pianoforte, accompagnamento vocale-cori
- Ralph Shuckett - accordion
- Stu Woods - basso, accompagnamento vocale-cori
- Joel Bishop O'Brien - batteria
- Norman Don Smart II - percussioni, accompagnamento vocale-cori
- Matt Murphy - percussioni
- Todd Rundgren - percussioni, accompagnamento vocale-cori
- Tom Cosgrove - accompagnamento vocale-cori

Note aggiuntive
- Mark Moogy Klingman e Todd Rundgren - produttori, arrangiamenti
- Registrazioni effettuate al I.D. Sound Studio di Los Angeles, California
- Cori e accompagnamento vocale registrati al The Record Plant di New York City, New York
- Strumenti a fiato e mixaggio registrati al Bearsville Sound Studio di Bearsville, New York
- James Lowe e Todd Rundgren - ingegneri delle registrazioni
- Mastering effettuato al Sterling Sound di New York
- Al Vanderberg - fotografie
- Rod Dyer - design copertina album
- John Hoernle - art direction[3]